# Isla Pioneer
La isla Pioneer (en ruso: стров Пионе́р, Ostrow Pioner) es una de las islas del archipiélago de Severnaya Zemlya, localizada en el Ártico, en aguas del mar de Kara. 
Administrativamente, la isla depende del Krai de Krasnoyarsk.

## Geografía
Con una superficie estimada de 1.527 km², por tamaño, es la cuarta isla del archipiélago. Está situada en la parte central del grupo, en la parte oeste, a tan solo 4,5 km de isla Komsomolets y a 9 km de la isla Revolución de Octubre. La isla alberga el glaciar homónima, al que da nombre, Pioneer.
Al suroeste de la isla se encuentra la isla Krupskoy, una isla relativamente grande, de más de 20 km de longitud y unos 11 km de ancho. El estrecho que la separa de Pioneer tiene solo unos 500 m de ancho.

## Historia
La isla fue descubierta en 1913 por Boris Vilkitski durante la Expedición hidrográfica rusa al océano Ártico (1913-1915) y llevó el nombre de 'Svyataya Tatiana hasta 1926. Ha habido una petición para cambiar el nombre de esta isla por el Svyataya Tatiana (Santa Tatiana).
Esta isla no debe confundirse con la isla Pioneer en Canadá (coordenadas: 76°57'0" N, 96°49'60" O). Asimismo, no tiene nada que ver con la isla de Pioneer que aparece en la comedia de televisión Tom Goes to the Mayor.